# Американская мотоциклетная ассоциация
Американская мотоциклетная ассоциация (англ. American Motorcyclist Association, сокр. AMA) — американская некоммерческая организация, состоящая из более чем 300 000 членов, организующая многочисленные мото мероприятия и кампании по юридической защите прав мотоциклистов. Её миссия заключается в «защите и продвижению интересов мотоциклистов и удовлетворение потребностей его членов». Организация была основана в 1924 году и сейчас имеет более 1200 уставных клубов.
Для клубов и промоутеров она обеспечивает руководящие указания и рекомендации по организации мото мероприятий и митингов, а также позволяет ассоциированным членам осуществлять голосование по вопросам AMA. Она также имеет корпоративные категории членства с представителями мотоциклетной промышленности США.

## AMA Pro Racing
AMA является крупнейшей в мире организацией мотоспорта, ежегодно контролирующей 80 профессиональных и более 4000 любительских событий. AMA также поддерживает Мотоциклетный Зал Славы, расположенный рядом с Колумбус, штат Огайо. Это руководящий орган мотоспорта в США назначен Международной мотоциклетной федерацией (FIM).
AMA Pro Racing была создана в 1994 году в ответ на рост числа гоночных мотоциклов в Соединённых Штатах. Гонки AMA дорожной Серии включает Американский Чемпионат супербайков, Чемпионат AMA Daytona Sportbike (который включает в себя бывший Чемпионат AMA Supersport и неактивный сейчас AMA Formula Xtreme), а также новый Чемпионат AMA Supersport, который ограничивает возраст гонщиков до 16 — 21 лет на 600-кубовых байках. Другая серия включает AMA Supercross, AMA Motocross, AMA Национальный Гранд-чемпионат на грязевом треке и AMA Хилклимбинг.
7 марта 2008 года серия AMA Pro Racing была продана группе Daytona Motorsports (DMG), возглавляемой Роджером Эдмондсоном и Джимом Франци. DMG будет отвечать за серию AMA Superbike, серию AMA Motocross, серию AMA Спидвей, серию AMA Supermoto, серию AMA Хилклимбинг, а также ATV Pro Racing. Продажа не включала серии AMA Supercross и AMA Arenacross, чьи права в настоящее время принадлежат Live Nation. DMG будет лицензировать названия и торговые марки AMA по указанным сериям мотогонок. Новое руководство вызвало критику со стороны некоторых представителей прессы и поклонников якобы отчуждении заводских команд и введения NASCAR правила стиля, таких как начальная прокатка и пейс-кар.

## ЖурналAmerican Motorcyclist
Журнал American Motorcyclist издаётся Американской мотоциклетной ассоциацией (AMA). Его месячный тираж составляет 260,000 экземпляров.